# Ліола (Вісконсин)
Ліола (англ. Leola) — місто (англ. town) в США, в окрузі Адамс штату Вісконсин. Населення — 287 осіб (2020).

## Демографія
Згідно з переписом 2010 року, у місті мешкало 308 осіб у 127 домогосподарствах у складі 94 родин. Було 223 помешкання
Расовий склад населення:
| - 98,1 % — білих - 0,3 % — корінних американців - 1,6 % — осіб інших рас |

До двох чи більше рас належало 0,0 %. Частка іспаномовних становила 4,2 % від усіх жителів.
За віковим діапазоном населення розподілялося таким чином: 16,9 % — особи молодші 18 років, 61,7 % — особи у віці 18—64 років, 21,4 % — особи у віці 65 років та старші. Медіана віку мешканця становила 49,3 року. На 100 осіб жіночої статі у місті припадало 111,0 чоловіків;  на 100 жінок у віці від 18 років та старших — 115,1 чоловіків також старших 18 років.
Середній дохід на одне домашнє господарство  становив 57 725 доларів США (медіана — 52 500), а середній дохід на одну сім'ю — 67 522 долари (медіана — 57 344). Медіана доходів становила 47 679 доларів для чоловіків та 40 139 доларів для жінок. За межею бідності перебувало 16,6 % осіб, у тому числі 20,4 % дітей у віці до 18 років та 11,9 % осіб у віці 65 років та старших.
Цивільне працевлаштоване населення становило 137 осіб. Основні галузі зайнятості: сільське господарство, лісництво, риболовля — 27,0 %, виробництво — 23,4 %, роздрібна торгівля — 13,1 %, освіта, охорона здоров'я та соціальна допомога — 10,2 %.